# Тихвинская церковь (Торжок)

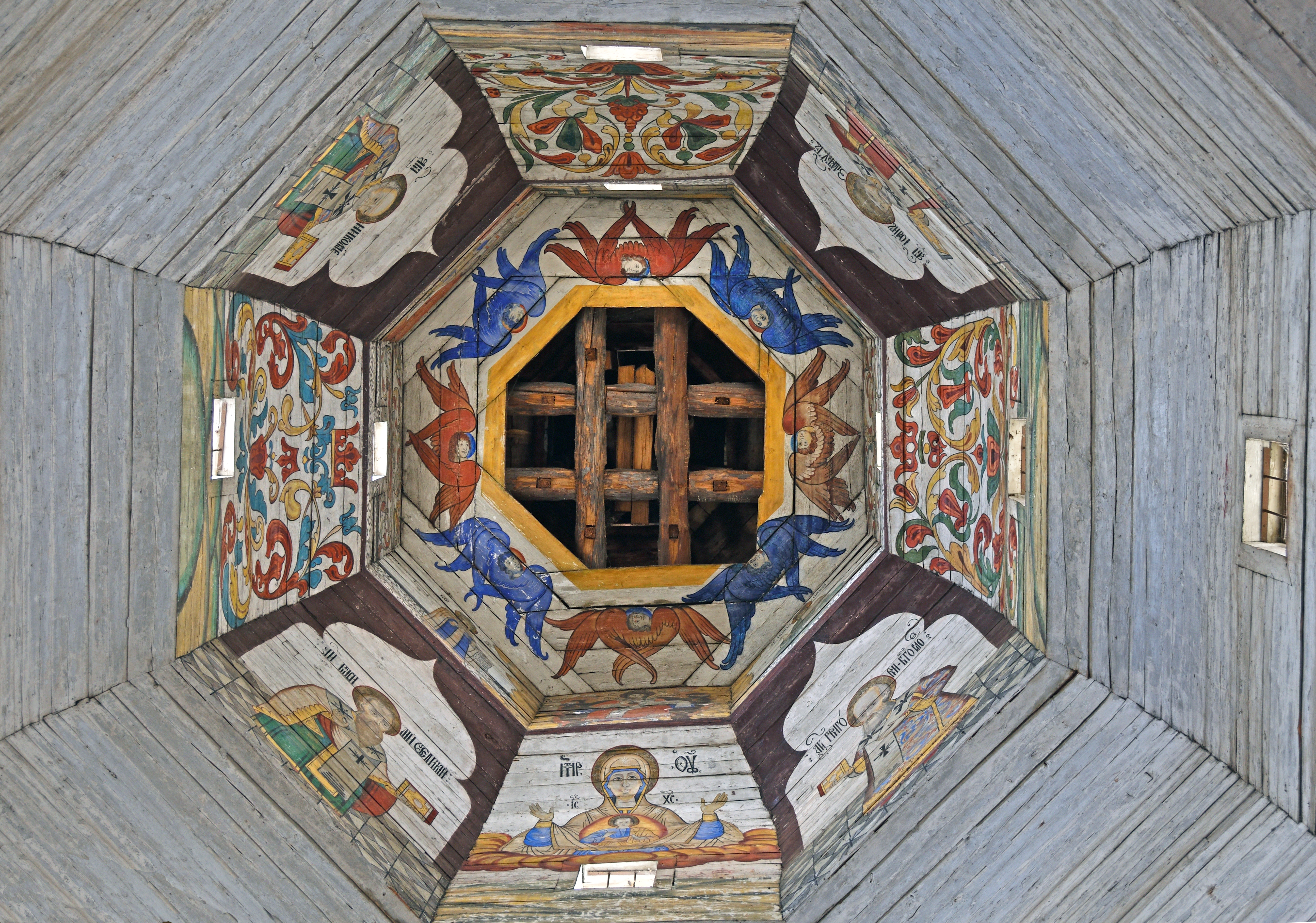
Расписной свод храма

Храм Тихвинской иконы Божией Матери, или Старо-Вознесенский храм — старинный деревянный православный храм на правом берегу реки Тверцы на южной окраине города Торжка (в Тверской области).

## История
Храм впервые упоминается в «Писцовой книге» Потапа Нарбекова в 1625 году. В это время храм представлял собой лишь сруб с двускатной крышей и одной главкой. В 1653 году на месте этого храма был возведён новый, который стал основой существующего здания.
Первая перестройка храма произошла в 1717 году. Именно этот год считается датой постройки храма. В 1782 году под здание был подведен фундамент из белого старицкого камня. В 1806 году к церкви была пристроена паперть, а в 1828 году переделана глава.
В 1854 году рядом с деревянной обветшавшей Вознесенской церковью была построена каменная Вознесенская церковь, в результате чего богослужения в храме прекратились.
В 1883 году по инициативе настоятеля Борисоглебского монастыря архимандрита Антония и А. К. Жизневского, при содействии старосты каменной Вознесенской церкви Алексея Кузьмина храм был вновь открыт и освящён в честь Тихвинской иконы Божией Матери. С этого момента храм получил название Старо-Вознесенская или Тихвинская церковь.
В 1929 году богослужения в храме прекратились, всё внутреннее убранство храма было утрачено. В советское время существовал план переноса храма в Архитектурно-этнографический музей «Василёво» под Торжком. В середине 1970-х — начале 1980-х годах в храме проводились реставрационные и научно-исследовательские работы.

## Архитектура
Основу композиции здания составляет высокий двухсветный четверик. На него поставлены три постепенно убывающие вверх восьмигранных яруса, увенчанные глухим барабаном с массивной главой. Высота храма 34 метра. Основной материал — сосна. С востока к храму примыкает граненая апсида, с запада — прямоугольная трапезная и крыльцо. Четверик и три восьмерика внутри храма открыты до самого верха, внутренние перекрытия отсутствуют, открытый объём высотой более 20 метров.
Венчает храм луковичной формы глава, поставленная на высоком узком барабане. Все ярусы прорезаны небольшими окнами простыми наличниками, характерными для рядовой жилой архитектуры Торжка конца XIX века.

## Внутреннее убранство
Стены храма гладко отёсаны. Верхние ярусы расписаны клеевыми красками. Роспись датируется XVIII веком. В настоящее время сохранилась следующие композиции: на восточной стене — Знамение Божией Матери, на боковых и на западной стене — святители Василий Великий, Григорий Богослов, Иоанн Златоуст.
В дореволюционный период храм имел пятиярусный иконостас. Кроме канонических икон, иконостас включал Тихвинскую икону Божией Матери, иконы святых Жён-мироносиц и преподобного Сергия Радонежского. В трапезной были установлены иконы в киотах из резных колонок с виноградными гроздьями. С потолка спускалась кованая цепь, на которой держалось деревянное паникадило — голубь с распростёртыми крыльями. На спине и крыльях голубя были укреплены подсвечники со свечами, которые зажигались в великие праздники.